# Haudainville

Haudainville este o comună în departamentul Meuse din nord-estul Franței. În 2010 avea o populație de 962 de locuitori.

## Evoluția populației
| An        | 1975 | 1982 | 1990 | 1999 | 2006  | 2010 |
| --------- | ---- | ---- | ---- | ---- | ----- | ---- |
| Populație | 690  | 740  | 811  | 875  | 1.003 | 962  |